# Belle speranze (film)
Belle speranze (High Hopes) è un film del 1988 diretto da Mike Leigh.
Emanuela Martini ritiene Belle speranze il secondo esordio del regista dopo quello del 1971, Bleak Moments. Nel mezzo sta «un metodo di lavoro quasi unico al mondo che Mike Leigh ha avuto modo di perfezionare in televisione» per quasi vent'anni. È uno dei film che hanno fatto coniare la definizione di British Renaissance per il cinema britannico della seconda metà degli anni ottanta.

## Trama
A King's Cross, Londra, si intrecciano le vicende quotidiane di alcune persone come tante.
Cyril e Shirley sono una coppia di trentacinquenni, lui corriere in motocicletta, lei giardiniera, che convivono felicemente da dieci anni, ma che non si sono mai sposati per scelta antiborghese. Cyril, convinto socialista, crede ancora nei suoi ideali, tanto da continuare a visitare la tomba di Karl Marx a Highgate, unico in mezzo a tanti turisti giapponesi, ma è ormai piuttosto disilluso che possano essere realizzati nel mondo imperfetto in cui vive. Proprio per il suo pessimismo sul futuro non riesce ad accettare di condividere il crescente desiderio di maternità della compagna.
Valerie, la sorella di Cyril, è una casalinga nevrotica, arrivista, sposata con Martin, un rozzo commerciante, che la tradisce regolarmente.
La loro anziana madre, vedova, affetta dai primi segni di demenza senile, vive sola nella casa di famiglia, in affitto dal Comune, unica sgradita presenza dei tempi in cui il quartiere, ora alla moda, era operaio. Il suo stile di vita dimesso e trascurato è per l'appunto malvisto dai nuovi vicini, una coppia snob dell'alta borghesia, che sono costretti loro malgrado ad aiutarla quando rimane chiusa fuori di casa, entrando in contatto con persone di una classe inferiore "che dovrebbero stare al loro posto".
Valerie organizza a casa sua una festa di compleanno per i 70 anni della madre, che si rivela però fallimentare: la madre sembra indifferente a tutto, Cyril e Shirley si prendono gioco del pessimo gusto da arricchita della padrona di casa, Martin flirta apertamente con Shirley e Valerie finisce ad ubriacarsi immersa nella vasca da bagno.
Lasciata la festa, Cyril e Shirley decidono di portarsi a casa la festeggiata, per darle quell'assistenza di cui ha bisogno.

## Distribuzione
Il film è uscito in Italia il 1º settembre 1988 e negli Stati Uniti il 24 febbraio 1989.
Nel 1989 il film fu portato in Polonia in occasione della settimana del cinema inglese organizzata dal British Council a Varsavia e Cracovia. Lo stesso Leigh ebbe a dichiarare: «C'è rabbia in Belle speranze, è ovvio che ci sia. (...) Il senso di delusione nei confronti dell'idea di socialismo... (...) Alla fine di quella settimana sarebbe stato eletto Lech Walesa e, mentre noi stavamo girando il film, a Gdansk si stavano verificando grandi eventi sotto la spinta di Solidarność». Il film è quindi uscito all'epoca della caduta del muro di Berlino. Soltanto nel 1997 i laburisti vinceranno le elezioni nel Regno Unito, continua Leigh, con risultati ritenuti però dallo stesso piuttosto deludenti.

## Riconoscimenti
- European Film Awards 1989:
  - Miglior attrice a Ruth Sheen
  - Miglior interprete non protagonista a Edna Doré
  - Miglior colonna sonora a Andrew Dickson
- Festival del cinema di Venezia 1988:
  - Premio FIPRESCI